# A Bigger Bang
A Bigger Bang je 22. studijski album The Rolling Stonesa. Na albumu se nalazi 16 pjesama što je najveći broj još od albuma Exile on Main St. To je njihov prvi, i zasad, jedini studijski album u 21. stoljeću. Časopis Rolling Stone ga je uvrstio na 2. mjesto najboljih albuma 2005. godine.

#### Popis pjesama
1. "Rough Justice" – 3:13
2. "Let Me Down Slow" – 4:15
3. "It Won't Take Long" – 3:54
4. "Rain Fall Down" – 4:54
5. "Streets of Love" – 5:10
6. "Back of My Hand" – 3:33
7. "She Saw Me Coming" – 3:12
8. "Biggest Mistake" – 4:06
9. "This Place Is Empty" – 3:17
10. "Oh No, Not You Again" – 3:47
11. "Dangerous Beauty" – 3:48
12. "Laugh, I Nearly Died" – 4:54
13. "Sweet Neo Con" – 4:34
14. "Look What the Cat Dragged In" – 3:58
15. "Driving Too Fast" – 3:57
16. "Infamy" – 3:48

Na deluxe izdanju albuma se još nalaze i "Under the Radar" (4:34) i "Don't Wanna Go Home" (3:33)

## Singlovi
- "Rough Justice"
- "Streets of Love"
- "Rain Fall Down"

## Izvođači
- Mick Jagger - pjevač, harmonika, bas-gitara, gitara, udaraljke
- Keith Richards - gitara, pjevač, bas-gitara, piano
- Ron Wood - gitara
- Charlie Watts - bubnjevi
- Darryl Jones - bas-gitara

## Top ljestvice

### Album
| Godina | Ljestvica         | Pozicija |
| ------ | ----------------- | -------- |
| 2005.  | UK Top 75 Albumi  | #2       |
| 2005.  | The Billboard 200 | #3       |

### Singlovi
| Godina | Singl                             | Ljestvica                   | Pozicija |
| ------ | --------------------------------- | --------------------------- | -------- |
| 2005   | "Rough Justice"                   | Mainstream Rock Tracks      | #25      |
| 2005.  | "Streets of Love"/"Rough Justice" | UK Top 75 Singles           | #15      |
| 2005.  | "Rain Fall Down"                  | UK Top 75 Singles           | #33      |
| 2005.  | "Rain Fall Down"                  | Hot Dance Singles/Club Play | #21      |

## Vanjske poveznice
- allmusic.com - Sticky Fingers